# قائمة الألتراس العربية

## في المغرب
- 2005: ألتراس عسكري الرباط (نادي الجيش الملكي)، التراس غرين بويز (نادي الرجاء الرياضي)، ألتراس وينرز (نادي الوداد الرياضي) ألتراس لوس ماطادورس (نادي المغرب أتلتيكو تطوان)
- 2006: ألترس سندباد (نادي مولودية وجدية) ألتراس إيغلز (نادي الرجاء الرياضي) ألتراس بلاك أرمي (نادي الجيش الملكي)، ألتراس كرايزي بويز (نادي الكوكب المراكشي)، ألتراس فاتال تايغرز (نادي المغرب الفاسي)، ألتراس سيامبري بالوما  (نادي المغرب أتلتيكو تطوان)، ألتراس غرين غلادياتورز (نادي الرجاء الرياضي)، ألتراس ريد بيرات (نادي الجمعية السلاوية)، ألتراس شاركس (نادي أولمبيك أسفي)، ألتراس ايمازيغن (نادي حسنية اكادير)
- 2007: ألتراس كاب صولاي (نادي الدفاع الجديدي)، ألتراس غرين غوست (نادي أولمبيك خريبكة)، ألتراس هيركوليس (نادي اتحاد طنجة)، ألتراس بيرات (نادي الجمعية السلاوية)، ألتراس حلالة بويز (النادي القنيطري)، ألتراس صحارى (نادي شباب المسيرة)، ألتراس أورونج بويز (النهضة البركانية)، ألتراس ستار بويز (نادي الرجاء الملالي).
- 2008: ألتراس ستار بويز (رجاء بني ملال)، ألتراس 2طان بويز (نادي نهضة طانطان)، ألتراس ريزينغ (نادي أمل تزنيت ، ألتراس بيانكو نيرو (نادي الوداد الفاسي)، ألتراس كرياتورز (نادي الوداد الرياضي)، ألتراس ريد مان (النادي المكناسي)، ألتراس إمبراطور (نادي الرشاد البرنوصي)، ألتراس ماسكد (نادي النهضة السطاتية).ألتراس بريڭاد وجدة (مولودية وجدة)
- 2009: ألتراس فاناتيكس(نادي الجمعية السلاوية)،اْلتراس جيالو بازي  نادي شباب هوارة,ألتراس غرين سكولز (نادي الفقيه بنصالح)، ألتراس كينغز بويز (حسنية بن سليمان)، ألتراس أوت لاوز (نادي يوسفية برشيد)، ألتراس فولكانو روسو(النادي المكناسي)
- 2010: ألتراس فايترز (نادي يوسفية برشيد)، ألتراس عيساوي بويز (النادي المكناسي)، ألتراس لي، رز (نادي الكوكب المراكشي)، ألتراس بازي بويز (نادي الوداد السرغيني)، ألتراس سواسة بويز (نادي اتحاد آيت ملول), ألتراس الرواد - بيونرز نادي الاتحاد الوجدي
- 2011:التراس ريد ريبلز (نادي حسنية اكادير)، التراس ريف بويز (نادي شباب الريف الحسيمي)، ألتراس فوكس صحراى (نادي شباب المسيرة)
- 2012: ألتراس ريفولتي (شباب أطلس خنيفرة)،التراس الساند مان (نادي الرياضات المتعدد الرشيدية)،التراس لوس ريفينيوس (نادي شباب الريف الحسيمي) التراس سيا مان (اتحاد رياضي سلاوي)

## في الأردن
- تاريخ التأسيس 2007 : ألتراس ابلوه إيغلز  (الفيصلي الأردني)
- تاريخ التأسيس 2013 : ألتراس الفيصلي (الفيصلي الأردني)
- تاريخ التأسيس غير معروف :ألتراس الجرينز (نادي الوحدات)
- تاريخ التأسيس غير معروف :ألتراس رمثاوي (نادي الرمثا)
- تاريخ التأسيس غير معروف :ألتراس الملكي (نادي الحسين اربد)
- تاريخ التأسيس غير معروف :ألتراس كفرسومومي (نادي كفرسوم)

## في العراق
- 2012:آلتراس الملوك آلزورائي (نادي الزوراء)، ألتراس Ultras Green Harp (نادي الشرطة)
- 2013:Ultras Sulaimaniy (نادي السليمانية)،ألتراس Ultras Qalla (نادي أربيل)، ألتراس Ultras Blue Hawk (نادي القوة الجوية)

## في الإمارات
- 2010: ألتراس جنون ( نادي الوصل)

## في فلسطين
- 2011: ألتراس خليلي ( نادي شباب الخليل الرياضي)

## في تونس
- 2012 ألتراس فاردي فامبيرو v.v12 ( الشبيبة الرياضية القيروانية)
- 2012 التراس بارتيزونPR12 (الاتحاد الرياضي المستيري)
- 2002:ألتراس باردو بويز BB02 (الملعب التونسي)، ألتراس لمكشخين ULE02 (الترجي الرياضي التونسي)
- 2003:ألتراس أفريكان وينرز AW95 ( النادي الإفريقي)
- 2003:ألتراس بلاك آند وايت فايترز BWF03 ( النادي الرياضي الصفاقسي)، ألتراس فاناتيكس FA03 ( النجم الرياضي الساحلي)، ألتراس ليدرز كلوبيست LC03 (النادي الإفريقي) ،ألتراس باور مارينز PM03 (الاتحاد الرياضي المنستيري)
- 2004: ألتراس سوبرا سود SS04 ( الترجي الرياضي التونسي)
- 2005: ألتراس بلود آند غولد BG05 ( الترجي الرياضي التونسي)، التراس مارينز UM05 (النادي الرياضي البنزرتي)، RDN(النادي الرياضي البنزرتي)
- 2006:ألتراس كابيست UCA06 ( النادي الرياضي البنزرتي)
- 2007:ألتراس غرين قلادياتور UGG01 ( الشبيبة الرياضية القيروانية)ألتراس دودجرز كلوبيست DC07 ( النادي الإفريقي)، ألتراس كاوتيك غروب KG07 ( الملعب التونسي)، ألتراس ليوني LS07 ( النادي الرياضي الصفاقسي)، ألتراس نورث فاندالز NV07 (النادي الإفريقي)، ألتراس راجد بويز RB07 ( النادي الرياضي الصفاقسي)، ألتراس ساحليانو SAH07 ( النجم الرياضي الساحلي)، ألتراس كوماندوس COM07 ( الأولمبي الباجي)، ألتراس غرين بويز UGB07 (الجمعية الرياضية بجربة)، ألتراس صفاقسيان US07 ( النادي الرياضي الصفاقسي)، ، ألتراس زاباتيستا إسبيرانزا ZE07 ( الترجي الرياضي التونسي)
- 2008: ألتراس أفريكان يونايتد AU08 (النادي الإفريقي)، ألتراس غرين واريورز UGW08 ( الشبيبة الرياضية القيروانية)، ألتراس ماتادورز MD08(الترجي الرياضي التونسي)، ألتراس سبارسياتس SP08 ( الاتحاد الرياضي المنستيري) ألتراس شيكوس لاتينوس CL08 ( النادي الإفريقي)، ألتراس طورسيدا اسبيرانزا TE08 (  الترجي الرياضي التونسي)، التراس كلوبيست UC08 (النادي الإفريقي)، التراس يانكي كلوبيست YC08 (النادي الإفريقي)
- 2009: التراس فدائيون FE09 (الترجي الرياضي التونسي)، التراس بنثرتينوس جونيورس BJ09 (النادي الرياضي البنزرتي)، التراس ايكالز EG09 (المستقبل الرياضي بقابس)، التراس لوس بوراخوس LB09 (النادي الإفريقي)
- 2010:التراس سولدادو SC10 (النادي الإفريقي)، التراس لبيرتا بويز LI10 (الترجي الرياضي التونسي)، التراس لوس كيروس LG10 (الترجي الرياضي التونسي)، التراس ديابل DI10 ( النادي الرياضي الصفاقسي)big boss النادي الرياضي البنزرتي)
- 2011:ألتراس لوس ماجيكوس غرين ستارس ULMGs01 ( الشبيبة الرياضية القيروانية)التراس بلو بويز BLB11 ( النجم الرياضي برادس)، التراس ساوث واريورز USW11 (الترجي الرياضي التونسي),  التراس فركسيس UF11 (المستقبل الرياضي بالقصرين)التراس بارتيزون PR.12 ( الاتحاد الرياضى المنستيرى )
- 2012: التراس فردي فأمبيرو VV12 (الشبيبة الرياضية القيروانية)، التراس لاباندا LA12  (الجمعية الرياضية بأريانة)، التراس أريانة UA12 (الجمعية الرياضية بأريانة)التراس الأحمر و السود (المستقبل الرياضي بقابس)
- 2013: التراس الدروجي D'13 (النادي الرياضي الصفاقسي),  13'D التراس ڤافصيان UG13 (القوافل الرياضية بقفصة), ألتراس مين  UM13 ( النجم الرياضي بالمتلوي)

## في الجزائر
شباب
- 2007: ألتراس ميغا بويز (مولودية سعيدة)، ألتراس فيرديليون (مولودية الجزائر)، ألتراس كوماندوس  (اهلي برج بوعريريج)
- 2008: ألتراس ريد لاينز (أولمبي الشلف)، ألتراس غرين نايتس (مولودية سعيدة)، ألتراس جوكرز ( شبيبة بجاية)
- 2009: ألتراس leones rey (مولودية وهران )   ألتراس ثي توالف بلاير ( مولودية الجزائر)، ألتراس فردي بلانكوس ( أمل بوسعادة)ألتراس أوريس بويز ( شباب باتنة)، ألتراس بلو سنايك ( وداد تلمسان)، ألتراس فانتيك ريدز (شباب بلوزداد)، ألتراس غرانشيو (مولودية بجاية)، ألتراس لوكا راغازي ( شباب قسنطينة)، ألتراس غرين فانز( رائد القبة)، ألتراس روسي ألجيري (اتحاد الجزائر)، ألتراس السنافر (شباب قسنطينة)، ألتراس فايكيغز ( مولودية العلمة)التراس بيرغامو (اولمبي المدية) بانتيرا نيرا (( مولودية باتنة ))
- 2010: إلتراس إنفيرنو(وفاق سطيف) إلتراس فارديسود(شباب بني ثور)
- 2011: ، اولتراس القلعة الحمراء( مولودية وهران)   اولتراس كراكاح كينقدوم (اتحاد البليدة)التراس ماتادور (اولمبي المدية) ،ألتراس روسو فيتيراني ( شباب باتنة)ألتراس فري فانس ( شباب جيجل)
- 2012: ألتراس سكوربيو ترو بويسو  ( اتحاد بلعباس)التراس فاردي مارينيرو (ترجي مستغانم)،ألتراس جيغانتي جيالو ( اتحاد الحراش)،ألتراس يلاو كاستل ( اتحاد الحراش)، ألتراس ريد وولف ( وفاق المسيلة)   ألتراس غرين كورسـرس ( مولودية الجزائر)

## في السعودية
- 2011: ألتراس جولدن تايجرز ( نادي الاتحاد السعودي)، ألتراس بلو ويف (الموج الأزرق) ( نادي الهلال السعودي)، ألتراس العالمي ( نادي النصر السعودي)، ألتراس الملكي  (نادي الأهلي السعودي)

## في سوريا
- 2009: ألتراس إيغلز ( نادي تشرين الرياضي )
- 2008: ألتراس بلو سن ( نادي الكرامة السوري)
- 2008: التراس ريد هورسز ( نادي الوثبة )

## في مصر
- 2007: ألتراس اهلاوي - ألتراس ديفلز  (النادي الأهلي)، ألتراس وايت نايتس (نادي الزمالك)، ألتراس يلو دراجون( نادي الإسماعيلي)، ألتراس 300 (نادي طنطا الرياضي)، ألتراس بلو ويريورز (نادى دمياط الرياضي)، ألتراس جرين ايجلز (نادي المصري)
- 2008: ألتراس جرين ماجيك (الاتحاد السكندري)ألتراس ويلز (نادي غزل المحلة)، ألتراس حيتان المحلة (نادي غزل المحلة)

ألتراس فدائيو السويس (نادي منتخب السويس)، ألتراس جانرز (نادي مالية كفر الزيات)
- 2010: ألتراس مصراوي (نادي المصري)
- 2011: ألتراس سوبر جرين (نادي المصري)، ألتراس بلو باتس (نادي كفر الشيخ)
- غير معروف: ألتراس ريد تايجرز (نادي بلدية المحلة)

## في لبنان
- التراس نادي النجمة سوبرنوفا

## في ليبيا
- 2010	 ألتراس جزارة (الأهلي بنغازي)
- 2011: ألتراس فرسان مصراتة (نادي السويحلي الليبي).
- 2013 : التراس كاربونيرا (نادي النصر الليبي)، التراس اولمبي (نادي الاولمبي الليبي).
- 2010 : التراس فلام بويز (نادي الاهلي طرابلس).
- 2017 : التراس بلاك بويز (نادي المدينة طرابلس). التراس ويست أويا (نادي الاتحاد الليبي).
- 2018 : التراس اولاد الفهود (نادي التحدي الليبي)، التراس مصراتة قوست (نادي الاتحاد المصراتي)،التراس بلو بويز(نادي الملعب الليبي).

## في السودان
- 2008:	ألتراس الجوارح (نادي المريخ السوداني)، التراس الاسودالزرقاء (نادي الهلال السوداني).